# Terézia Hurbanová-Kronerová
Terézia Hurbanová, provdaná Terézia Kronerová (22. června 1924 Gajary – 15. června 1999 Bratislava) byla slovenská herečka. Matka herečky Zuzany Kronerové, manželka herce Jozefa Kronera.
V roce 1943 absolvovala studium herectví na Státní konzervatoři v Bratislavě. V letech 1943–1944 členka Slovenského lidového divadla v Nitře, 1945–1956 Armádního divadla v Martině a od roku 1956 členka činohry Slovenského národního divadla v Bratislavě. Od konce 50. let 20. století vytvořila různé role i v televizi.

## Filmografie
- Právo na minulosť (1989)
- Jubileum (TV film) (1988)
- Čarbák (TV film) (1986)
- Bola som z olova (TV film) (1984)
- Na druhom brehu sloboda (1984)
- Pád hore (TV film) (1982)
- Bičianka z doliny (TV film) (1981)
- Služobná cesta (TV film) (1981)
- Choď a nelúč sa (1979)
- Sedem krátkych rokov inžiniera Hagaru (TV film) (1978)
- Viťúzi (divadelní záznam) (1978)
- Zhŕňajova nevesta (TV film) (1978)
- Druhá láska (TV film) (1977)
- Anjel prichádza oknom (TV film) (1976)
- Červené víno (TV film) (1976)
- Do posledného dychu (1976)
- Páva (TV film) (1976)
- Sváko Ragan (TV film) (1976)
- Syn (TV film) (1976)
- Nepokojná láska (TV seriál) (1975)
- Kronika (TV film) (1974)
- Kto odchádza v daždi... (1974)
- Nešťastník (TV film) (1974)
- Slovácko sa nesúdí (TV seriál) (1974)
- Škriatok (TV film) (1974)
- Hriech Kataríny Padychovej (1973)
- Na jednom dvore (TV film) (1973)
- Očovské pastorále (1973)
- Vassa Železnovová (divadelní záznam) (1970)
- Stopy na Sitne (1968)
- Dvorné dámy (TV film) (1967)
- Hernani (TV film) (1967)
- Mister Scrooge (TV film) (1967)
- Živý bič (TV film) (1966)
- Neprebudený (TV film) (1965)
- Oko za oko (TV film) (1965)
- Smoliarka (TV film) (1964)
- Výhybka (1963)
- Priehrada (1950)

## Dokumentární
- Predvianočná návšteva v rodine Krónerovcov (TV film) (1996)
- Trate života Jozefa Kronera (TV film) (1987)